# Bykovaella
Bykovaella es un género de foraminífero bentónico considerado posterior de Parathurammina de la subfamilia Parathurammininae, de la familia Parathuramminidae, de la superfamilia Parathuramminoidea, del suborden Fusulinina y del orden Fusulinida. Su especie tipo era Parathurammina aperturata. Su rango cronoestratigráfico abarcaba el Givetiense (Devónico medio).

## Discusión
Algunas clasificaciones más recientes incluirían Bykovaella en el suborden Parathuramminina, del orden Parathuramminida, de la subclase Afusulinina y de la clase Fusulinata.

## Clasificación
Bykovaella incluía a las siguientes especies:
- Bykovaella aperturata †
- Bykovaella bykovae †
- Bykovaella crassitheca †
- Bykovaella ellipsoidalis †
- Bykovaella iniqua †
- Bykovaella oblisa †
- Bykovaella uralica †